# Reprezentacja Polski w hokeju na lodzie mężczyzn do lat 19
Reprezentacja Polski w hokeju na lodzie mężczyzn do lat 19 – zespół hokeja na lodzie, reprezentujący Rzeczpospolitą Polską, złożony z wyselekcjonowanych zawodników w wieku juniorskim do lat 19.

## Udział w mistrzostwach Europy
W latach 1967–1976 kadra Polski brała udział w turniejach mistrzostw Europy juniorów.
- 1967 - 6. miejsce (turniej nieoficjalny)
- 1968 - 5. miejsce w Grupie A
- 1969 - 6. miejsce w Grupie A (spadek)[1]
- 1970 - 3. miejsce w Grupie B
- 1971 - 2. miejsce w Grupie B
- 1972 - 2. miejsce w Grupie B
- 1973 - 1. miejsce w Grupie B (awans)
- 1974 - 5. miejsce w Grupie A
- 1975 - 5. miejsce w Grupie A
- 1976 - 6. miejsce w Grupie A

W pierwszym oficjalnym turnieju mistrzostw Europy w 1968 najskuteczniejszym zawodnikiem i strzelcem oraz najlepszym napastnikiem został Polak Walenty Ziętara.